# Erzsébet Szenyán
Erzsébet Szenyán (ur. 1943) – węgierska tłumaczka.

## Życiorys
Jej matką była Słowaczką, a ojcem Ormianinem. W 1966 ukończyła filologię węgierską i rosyjską w Szegedzie. Na kursach Instytutu Polskiego w Budapeszcie nauczyła się języka polskiego, zakończonych państwowym egzaminem w 1976. Pracowała jako nauczycielka w szkole średniej w latach 1966–1975, w Instytucie Polskim w Budapeszcie (1975–1980). Od roku 1980 pracuje jako tłumacz i redaktor literacki. Przełożyła ponad 40 książek w tym 11 dzieł Ryszarda Kapuścińskiego oraz utwory: Jana Chryzostoma Paska, Adama Mickiewicza, Tadeusza Nowaka, Stanisława Vincenza, Józefa Tischnera oraz Sławomira Mrożka.
Kilkakrotnie otrzymała wsparcie z Instytutu Książki w ramach Programu Translatorskiego ©POLAND

## Tłumaczenia
- 2018: Korczak Janusz Na mównicy 1-2[2]
- 2013: Igor Janke Hajrá, magyarok! – Az Orbán Viktor-sztori egy lengyel újságíró szemével – Az Orbán Viktor-sztori egy lengyel újságíró szemével (Napastnik. Opowieść o Viktorze Orbánie)[3]
- 2013: Wacław Holewiński A Puttéba vezető út: Jacob Jordaens festőművész életregénye (Droga do Putte)[4]
- 2010: Krystyna Łubczyk, Grzegorz Łubczyk Emlékezés (Pamięć)[5]
- Konrad Sutarski Az én Katyńom (Mój Katyń)[5]
- 2009: Grzegorz Łubczyk Három nemzet elfeledett hőse – Henryk Sławik (Henryk Sławik. Zapomniany bohater trzech narodów)[5]
- 2008: Feliks Netz: Dysharmonia caelestis[5]
- 2008: Ryszard Kapuściński Utazások Hérodotosszal (Podróże z Herodotem)[5]
- 2006: Janusz Korczak A gyermek joga a tiszteletre (Prawo dziecka do szacunku)[5]
- 2005: Ryszard Kapuściński Lapidárium III[6]
- 2005: Ryszard Kapuściński O imperador: a queda de um autocrata (Cesarz)[7]
- 2005: Jan Chryzostom Pasek Emlékiratok (Pamiętniki)[8]
- 2005: Feliks Netz Halottak napján született (Urodzony w Święto Zmarłych)[9]
- 2003: Grzegorz Łubczyk, Marek Maldis 13 év, 13 perc (13 lat, 13 minut)[8]
- 2000: Ryszard Kapuściński Ében (Heban)[7]
- 2000: Józef Tischner A dráma filozófiája (Filozofia dramatu)[10][11]
- 1999: Ryszard Kapuściński Lapidárium II (Lapidarium II)[7]
- 1979: Tadeusz Nowak Próféta (Prorok)[12]
- 1993: Ryszard Kapuściński A birodalom (Imperium)[7]
- 1993: Ryszard Kapuściński Lapidárium (Lapidarium)[7]

## Nagrody
- 1981 Odznaka honorowa „Zasłużony dla Kultury Polskiej”[1]
- 1992 Nagroda polskiego Pen Clubu im. Gracii Kerényi ufundowana wspólnie z Węgierskim Instytutem Kultury[13]
- 1999 Krzyż Kawalerski Orderu Zasługi Rzeczypospolitej Polskiej[1]
- 2007 Nagroda im. Józefa Attilli[1]